# Internationaler Königin-Sonja-Musikwettbewerb

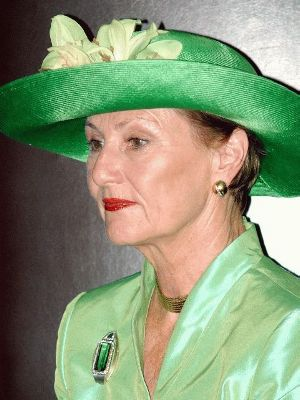
Sonja von Norwegen, Namensgeberin des Wettbewerbs (2003)

Der Internationale Königin-Sonja-Musikwettbewerb (norwegisch Dronning Sonja Internasjonale Musikkonkurranse, englisch Queen Sonja International Music Competition, QSIMC) ist ein Musikwettbewerb, der seit 1988 in Oslo abgehalten wird.

## Hintergrund
Während die ersten beiden Wettbewerbe für Pianisten ausgeschrieben waren, ist die Teilnahme seit 1995 auf Sänger und Sängerinnen klassischer Musik – insbesondere Oper – beschränkt, die maximal 32 Jahre alt sein dürfen. Der Wettbewerb findet alle zwei Jahre statt, dabei werden Damen und Herren gemeinsam gewertet. Der nach Sonja von Norwegen benannte Musikwettbewerb ist seit 1993 mit der World Federation of International Music Competitions (WFIMC) assoziiert.

## Preisträger des Klavierwettbewerbes
- 1988 – Erster Wettbewerb: Nigel Hill (1. Preis), Jeffrey Biegel (2. Preis), Sergei Schepkin (3. Preis), Eckhart Heilingers (4. Preis)
- 1992 – Zweiter Wettbewerb: Simone Pedroni (1. Preis), Folke Nauta (2. Preis), Sigurd Slåttebrekk (3. Preis), Victor Lyadov (4. Preis), Francesco Libetta (Preis für die beste Interpretation eines norwegischen Werkes)

## Preisträger des Gesangswettbewerbs
- 1995 – Dritter Wettbewerb: Akie Amou (1. Preis), Tigran Martirossian (2. Preis), Deng-Feng Zhao (3. Preis), Anette Seiltgen (4. Preis), Melanie Diener-Gabler (Troldhaugen-Grieg-Preis), Åshild Skiri Refsdal (Preis für den besten norwegischen Teilnehmer)
- 1997 – Vierter Wettbewerb: Liao Changyong (1. Preis), Valentina Kutzarova (2. Preis und Troldhaugen-Grieg-Preis), Ofelia Sala-Piqueras (3. Preis), Hege Gustava Tjønn (Preis für den besten norwegischen Teilnehmer)
- 1999 – Fünfter Wettbewerb: Virginia Tola (1. Preis), Oana-Andra Ulieriu (2. Preis), Ayk Martirosyan (3. Preis), Helene Ranada (Troldhaugen-Grieg-Preis)
- 2001 – Sechster Wettbewerb: Marita Kvarving Sølberg (1. Preis und Troldhaugen-Grieg-Preis), Galina Sidorenko (2. Preis), Yorck Felix Speer (3. Preis), Marita Kvarving Sølberg (Preis für den besten norwegischen Teilnehmer)
- 2003 – Siebter Wettbewerb: Olga Mykytenko (1. Preis), Measha Brueggergosman (2. Preis und Troldhaugen-Grieg-Preis), Vladimir Baykov (3. Preis), Vibeke Kristensen (Preis für den besten norwegischen Teilnehmer)
- 2005 – Achter Wettbewerb: Daniel Behle (1. Preis und Troldhaugen-Grieg-Preis), Peter McGillivray (2. Preis), Insung Sim (3. Preis)
- 2007 – Neunter Wettbewerb: Audun Iversen (1. Preis), Anita Watson (2. Preis), Nina Gravrok (3. Preis), Erika Roos (Troldhaugen-Grieg-Preis)
- 2009 – Zehnter Wettbewerb: Seung Gi Jung (1. Preis), Jacquelyn Wagner (2. Preis), Adrian Angelico (Troldhaugen-Grieg-Preis)
- 2011 – Elfter Wettbewerb: Dong-Hwan Lee (1. Preis), Ingeborg Gillebo (2. Preis), Uliana Alieksiuk (3. Preis), Kateryna Kasper (Preis für die beste Darbietung norwegischer Musik), Ingeborg Gillebo (Preis für den besten norwegischen Teilnehmer)
- 2013 – Zwölfter Wettbewerb: Kristina Mkhitaryan (1. Preis), Andrew Stenson (2. Preis), Mélissa Petit (3. Preis), Hamida M. Kristoffersen (Preis für die beste Darbietung norwegischer Musik und für den besten norwegischen Teilnehmer)
- 2015 – Dreizehnter Wettbewerb: Lise Davidsen (1. Preis), Elsa Dreisig (2. Preis), Yuriy Yurchuk (3. Preis), Lise Davidsen (Preis für die beste Darbietung norwegischer Musik und für den besten norwegischen Teilnehmer)
- 2017 – Vierzehnter Wettbewerb: Seungju Bahg (1. Preis), Giovanni Sebastiano Sala (2. Preis), Alexander Roslavets (3. Preis), Alexander Roslavets (Preis für die beste Darbietung norwegischer Musik), Christian Valle (Preis für den besten norwegischen Teilnehmer)[3]